# Basketball-Asienmeisterschaft 2013
Die Basketball-Asienmeisterschaft 2013 (offiziell: FIBA Asia Championship 2013) war 27. Auflage dieses Turniers und fand vom 1. August bis 11. August 2013 auf den Philippinen statt. Sie wurde von der FIBA Asien, dem Asiatischen Basketballverband, organisiert. Die drei Bestplatzierten erhielten einen Startplatz bei der WM 2014.

## Teilnehmer
Insgesamt nahmen 15 Mannschaften an der Asienmeisterschaft 2013 teil, die sich auf unterschiedliche Weise für das Turnier qualifizieren konnten. Die Mannschaft aus Libanon trat bei den Meisterschaften nicht an. Automatisch qualifiziert war der Gastgeber sowie der Sieger des FIBA Asia Stanković Cup. Je zwei Plätze bekamen die Vertreter aus West-, Ost-, Südostasien und der Golfregion. Süd- und Zentralasien bekamen je einen Startplatz. Die letzten vier Startplätze wurden basierend auf den Ergebnissen des Stanković Cup 2012 vergeben. Dadurch bekam Westasien drei weitere Startplätze und die Golfregion einen Startplatz.
- Philippinen – als Gastgeber
- Iran – Sieger des FIBA Asia Stanković Cup 2012

Sieger der regionalen Qualifikationen:
Ostasien:
- Südkorea
- Volksrepublik China
- Japan
- Hongkong
- Chinesisch Taipeh

Golfregion:
- Katar
- Bahrain
- Saudi-Arabien

Südostasien:
- Thailand
- Malaysia

Westasien:
- Libanon 1)
- Jordanien

Zentralasien:
- Kasachstan

Südasien:
- Indien

1) Im Juli 2013 hat FIBA die Mitgliedschaft Libanons für unbestimmte Zeit ausgesetzt. Somit wurde Libanon von der Teilnahme an der Asienmeisterschaft ausgeschlossen. FIBA hat versucht die Nächstplatzierten der Westasien-Qualifikation Irak bzw. Vereinigte Arabische Emirate einzuladen, aber beide sagten wegen mangelnder Vorbereitungszeit ab. Somit wurde von der FIBA beschlossen das Turnier mit 15 Mannschaften durchzuführen. Alle Mannschaften der Gruppe B waren für die nächste Runde qualifiziert unabhängig vom Ausgang der Gruppenspiele.
Alle Spiele wurden in zwei verschiedenen Sporthallen in Manila gespielt.

## Vorrunde
In der Vorrunde spielten jeweils vier Mannschaften in drei Gruppen gegeneinander. In der Gruppe B spielten nur drei Mannschaften. Der Sieger eines Spiels erhielt zwei Punkte, der Verlierer einen Punkt. Die drei besten jeder Gruppe erreichten die Gruppenphase. Die Viertplatzierten spielten um die Plätze 13–16.

### Gruppe A
| Platz | Team           | Spiele | Siege | Niederl. | Körbe   | Punkte |
| ----- | -------------- | ------ | ----- | -------- | ------- | ------ |
| 1     | Chinese Taipei | 3      | 3     | 0        | 265:233 | 6      |
| 2     | Philippinen    | 3      | 2     | 1        | 234:221 | 5      |
| 3     | Jordanien      | 3      | 1     | 2        | 221:215 | 4      |
| 4     | Saudi-Arabien  | 3      | 0     | 3        | 180:231 | 3      |

| 1. August 2013 | Jordanien      | – | Chinese Taipei | 87:91 |
| 1. August 2013 | Saudi-Arabien  | – | Philippinen    | 66–78 |
| 2. August 2013 | Chinese Taipei | – | Saudi-Arabien  | 90–67 |
| 2. August 2013 | Jordanien      | – | Philippinen    | 71–77 |
| 3. August 2013 | Philippinen    | – | Chinese Taipei | 79–84 |
| 3. August 2013 | Saudi-Arabien  | – | Jordanien      | 47–63 |

### Gruppe B
| Platz | Team     | Spiele | Siege | Niederl. | Körbe   | Punkte |
| ----- | -------- | ------ | ----- | -------- | ------- | ------ |
| 1     | Katar    | 2      | 2     | 0        | 162:138 | 4      |
| 2     | Japan    | 2      | 1     | 1        | 150:134 | 3      |
| 3     | Hongkong | 2      | 0     | 2        | 123:163 | 2      |

| 1. August 2013 | Japan    | – | Katar    | 74:75 |
| 2. August 2013 | Japan    | – | Hongkong | 76:59 |
| 3. August 2013 | Hongkong | – | Katar    | 64:87 |

### Gruppe C
| Platz | Team     | Spiele | Siege | Niederl. | Körbe   | Punkte |
| ----- | -------- | ------ | ----- | -------- | ------- | ------ |
| 1     | Iran     | 3      | 3     | 0        | 261:141 | 6      |
| 2     | Südkorea | 3      | 2     | 1        | 208:193 | 5      |
| 3     | China    | 3      | 1     | 2        | 223:155 | 4      |
| 4     | Malaysia | 3      | 0     | 3        | 105:308 | 3      |

| 1. August 2013 | Iran     | – | Malaysia | 115:25 |
| 1. August 2013 | China    | – | Südkorea | 59:63  |
| 2. August 2013 | China    | – | Malaysia | 113:22 |
| 2. August 2013 | Südkorea | – | Iran     | 65:76  |
| 3. August 2013 | Malaysia | – | Südkorea | 58:80  |
| 3. August 2013 | Iran     | – | China    | 70:51  |

### Gruppe D
| Platz | Team       | Spiele | Siege | Niederl. | Körbe   | Punkte |
| ----- | ---------- | ------ | ----- | -------- | ------- | ------ |
| 1     | Kasachstan | 3      | 3     | 0        | 240:210 | 6      |
| 2     | Bahrain    | 3      | 2     | 1        | 244:221 | 5      |
| 3     | Indien     | 3      | 1     | 2        | 236:227 | 4      |
| 4     | Thailand   | 3      | 0     | 3        | 194:256 | 3      |

| 1. August 2013 | Kasachstan | – | Thailand   | 81:67 |
| 1. August 2013 | Indien     | – | Bahrain    | 80:82 |
| 2. August 2013 | Thailand   | – | Indien     | 65:89 |
| 2. August 2013 | Kasachstan | – | Bahrain    | 79:76 |
| 3. August 2013 | Indien     | – | Kasachstan | 67:80 |
| 3. August 2013 | Bahrain    | – | Thailand   | 86:62 |

## Gruppenphase
Nach der Vorrunde qualifizierten sich jeweils die ersten drei Mannschaften einer Gruppe für die Gruppenphase. Die drei besten Teams der Gruppen A und B bildeten die Gruppe E, die Besten der Gruppen C und D bildeten die neue Gruppe F. Jedes Team trat einmal gegen jedes der drei Teams aus der anderen Vorrundengruppe an. Die Punkte aus den Vorrundenspielen gegen die Mannschaften aus der eigenen Gruppe wurden mitgenommen.

### Gruppe E
| Platz | Team           | Spiele | Siege | Niederl. | Körbe   | Punkte |
| ----- | -------------- | ------ | ----- | -------- | ------- | ------ |
| 1     | Philippinen    | 5      | 4     | 1        | 393:351 | 9      |
| 2     | Chinese Taipei | 5      | 4     | 1        | 416:368 | 9      |
| 3     | Katar          | 5      | 4     | 1        | 378:347 | 9      |
| 4     | Jordanien      | 5      | 2     | 3        | 364:353 | 7      |
| 5     | Japan          | 5      | 1     | 4        | 353:368 | 6      |
| 6     | Hongkong       | 5      | 0     | 5        | 287:404 | 5      |

| 5. August 2013 | Katar          | – | Jordanien      | 75:61 |
| 5. August 2013 | Chinese Taipei | – | Hongkong       | 94:55 |
| 5. August 2013 | Philippinen    | – | Japan          | 90:71 |
| 6. August 2013 | Jordanien      | – | Hongkong       | 80:54 |
| 6. August 2013 | Japan          | – | Chinese Taipei | 76:79 |
| 6. August 2013 | Philippinen    | – | Katar          | 80:70 |
| 7. August 2013 | Japan          | – | Jordanien      | 56:65 |
| 7. August 2013 | Chinese Taipei | – | Katar          | 68:71 |
| 7. August 2013 | Hongkong       | – | Philippinen    | 55:67 |

### Gruppe F
| Platz | Team       | Spiele | Siege | Niederl. | Körbe   | Punkte |
| ----- | ---------- | ------ | ----- | -------- | ------- | ------ |
| 1     | Iran       | 5      | 5     | 0        | 408:383 | 10     |
| 2     | Südkorea   | 5      | 4     | 1        | 390:287 | 9      |
| 3     | China      | 5      | 3     | 2        | 350:311 | 8      |
| 4     | Kasachstan | 5      | 2     | 3        | 326:372 | 7      |
| 5     | Bahrain    | 5      | 1     | 4        | 331:418 | 6      |
| 6     | Indien     | 5      | 0     | 5        | 304:478 | 5      |

| 5. August 2013 | Iran       | – | Indien     | 102:58 |
| 5. August 2013 | Kasachstan | – | China      | 67:73  |
| 5. August 2013 | Südkorea   | – | Bahrain    | 96:51  |
| 6. August 2013 | Bahrain    | – | Iran       | 56:75  |
| 6. August 2013 | China      | – | Indien     | 79:45  |
| 6. August 2013 | Kasachstan | – | Südkorea   | 47:71  |
| 7. August 2013 | Iran       | – | Kasachstan | 85:53  |
| 7. August 2013 | Bahrain    | – | China      | 66:88  |
| 7. August 2013 | Indien     | – | Südkorea   | 54:95  |

## Finalrunde

### Modus
Nach der Zwischenrunde qualifizierten sich jeweils die ersten vier Teams der beiden Gruppen E und F für die Finalrunde. Gespielt wurde im Viertelfinale über Kreuz gegen einen Gegner aus der jeweils anderen Zwischenrundengruppe. Anschließend trafen sowohl die Sieger der Viertelfinals im Halbfinale aufeinander, als auch die Verlierer in der Platzierungsrunde um die Plätze fünf bis acht. Die Sieger der Halbfinalspiele bestritten das Finale, die Verlierer das Spiel um Platz drei. Die Sieger der Platzierungsspiele spielten um Platz fünf, die Verlierer um Platz sieben. Die Fünft- und Sechstplatzierten aus den Gruppen E und F spielten über Kreuz im K.-o.-System um die Plätze 9 bis 12.

### Plätze 1 bis 4
|  | Viertelfinale  | Viertelfinale   |                 |                 | Halbfinale       | Halbfinale |  |  | Finale          | Finale          |
|  |                |                 |                 |                 |                  |            |  |  |                 |                 |
|  | 9. August 2013 |                 |                 |                 |                  |            |  |  |                 |                 |
|  | Philippinen    | 88              |                 |                 |                  |            |  |  |                 |                 |
|  | Philippinen    | 88              | 10. August 2013 |                 |                  |            |  |  |                 |                 |
|  | Kasachstan     | 58              |                 |                 |                  |            |  |  |                 |                 |
|  | Kasachstan     | 58              | Philippinen     | 86              |                  |            |  |  |                 |                 |
|  |                |                 | Philippinen     | 86              |                  |            |  |  |                 |                 |
|  |                | Südkorea        | 79              |                 |                  |            |  |  |                 |                 |
|  | Südkorea       | Südkorea        | 79              | 79              |                  |            |  |  |                 |                 |
|  | Südkorea       |                 |                 | 79              |                  |            |  |  |                 |                 |
|  | Katar          | 52              |                 | 11. August 2013 | 11. August 2013  |            |  |  |                 |                 |
|  | 9. August 2013 | 9. August 2013  | Philippinen     | 71              |                  |            |  |  |                 |                 |
|  | 9. August 2013 | 9. August 2013  |                 | Iran            | 85               |            |  |  |                 |                 |
|  | Iran           | 94              |                 |                 |                  |            |  |  |                 |                 |
|  | Jordanien      | 50              |                 |                 |                  |            |  |  |                 |                 |
|  | Jordanien      | 50              | Iran            | 79              |                  |            |  |  |                 |                 |
|  |                |                 | Iran            | 79              | Spiel um Platz 3 |            |  |  |                 |                 |
|  |                | Chinese Taipei  | 60              |                 |                  |            |  |  |                 |                 |
|  | Chinese Taipei | Chinese Taipei  | 60              | 96              | Südkorea         | 75         |  |  |                 |                 |
|  | Chinese Taipei | 10. August 2013 |                 | 96              | Südkorea         | 75         |  |  |                 |                 |
|  | China          | 78              |                 | Chinese Taipei  | 57               |            |  |  |                 |                 |
|  | China          | 78              |                 |                 | 57               |            |  |  |                 |                 |
|  | 9. August 2013 | 9. August 2013  |                 |                 |                  |            |  |  | 11. August 2013 | 11. August 2013 |

### Plätze 5 bis 8
|  | Platzierungsspiele | Platzierungsspiele |                 |    | 5. und 6. Platz | 5. und 6. Platz |
|  |                    |                    |                 |    |                 |                 |
|  | Kasachstan         | 67                 |                 |    |                 |                 |
|  | Katar              | 72                 |                 |    |                 |                 |
|  | 10. August 2013    |                    |                 |    |                 |                 |
|  |                    |                    | 11. August 2013 |    |                 |                 |
|  | Katar              | 85                 |                 |    |                 |                 |
|  |                    | China              | 96              |    |                 |                 |
|  |                    |                    |                 |    |                 |                 |
|  | 7. und 8. Platz    |                    |                 |    |                 |                 |
|  | 10. August 2013    | 10. August 2013    | Kasachstan      | 59 |                 |                 |
|  | Jordanien          | 76                 | Jordanien       | 88 |                 |                 |
|  | China              | 79                 |                 |    | 11. August 2013 | 11. August 2013 |

### Plätze 9 bis 12
|  | Platzierungsspiele | Platzierungsspiele |                 |    | 9. und 10. Platz | 9. und 10. Platz |
|  |                    |                    |                 |    |                  |                  |
|  | Japan              | 73                 |                 |    |                  |                  |
|  | Indien             | 64                 |                 |    |                  |                  |
|  | 9. August 2013     |                    |                 |    |                  |                  |
|  |                    |                    | 10. August 2013 |    |                  |                  |
|  | Japan              | 79                 |                 |    |                  |                  |
|  |                    | Hongkong           | 50              |    |                  |                  |
|  |                    |                    |                 |    |                  |                  |
|  | 11. und 12. Platz  |                    |                 |    |                  |                  |
|  | 9. August 2013     | 9. August 2013     | Indien          | 75 |                  |                  |
|  | Bahrain            | 79                 | Bahrain         | 65 |                  |                  |
|  | Hongkong           | 87                 |                 |    | 10. August 2013  | 10. August 2013  |

### Plätze 13 bis 15
|  | Platzierungsspiele | Platzierungsspiele |                |  | 13. und 14. Platz | 13. und 14. Platz |
|  |                    |                    |                |  |                   |                   |
|  | Saudi-Arabien      |                    |                |  |                   |                   |
|  | freilos            |                    |                |  |                   |                   |
|  | 5. August 2013     |                    |                |  |                   |                   |
|  |                    |                    | 6. August 2013 |  |                   |                   |
|  | Saudi-Arabien      | 93                 |                |  |                   |                   |
|  |                    | Thailand           | 80             |  |                   |                   |
|  |                    |                    |                |  |                   |                   |
|  | 15. Platz          |                    |                |  |                   |                   |
|  | 5. August 2013     | 5. August 2013     | Malaysia       |  |                   |                   |
|  | Malaysia           | 56                 |                |  |                   |                   |
|  | Thailand           | 71                 |                |  | 6. August 2013    | 6. August 2013    |

## Endstände
| Rang | Team                | Siege:Niederl. |
| ---- | ------------------- | -------------- |
| 1    | Iran                | 9:0            |
| 2    | Philippinen         | 7:2            |
| 3    | Südkorea            | 7:2            |
| 4    | Chinesisch Taipeh   | 6:3            |
| 5    | Volksrepublik China | 6:3            |
| 6    | Katar               | 5:3            |
| 7    | Jordanien           | 4:5            |
| 8    | Kasachstan          | 3:6            |
| 9    | Japan               | 3:4            |
| 10   | Hongkong            | 1:6            |
| 11   | Indien              | 2:6            |
| 12   | Bahrain             | 2:6            |
| 13   | Saudi-Arabien       | 1:3            |
| 14   | Thailand            | 1:4            |
| 15   | Malaysia            | 0:4            |

Die drei bestplatzierten qualifizierten sich für die Basketball-Weltmeisterschaft 2014 in Spanien.

## Ehrungen
All-Star-Team :
- PG –  Jayson Castro
- SG –  Kim Min-goo
- SF –  Lin Chih-chieh
- PF –  Oshin Sahakian
- C –  Hamed Haddadi – gleichzeitig MVP des Turniers

## Individuelle Statistiken

### Punkte
| Gesamt | Gesamt                | Gesamt | pro Spiel | pro Spiel        | pro Spiel    |
| Platz  | Name                  | Anzahl | Platz     | Name             | Durchschnitt |
| ------ | --------------------- | ------ | --------- | ---------------- | ------------ |
| 1      | Hamed Haddadi         | 169    | 1         | Hamed Haddadi    | 18,8         |
| 2      | Quincy Davis          | 132    | 2         | Yi Jianlian      | 17,4         |
| 3      | Jimmy Baxter          | 127    | 3         | Jarvis Hayes     | 16,7         |
| 3      | Wang Zhizhi           | 121    | 4         | Aymam Almuwallad | 15,3         |
| 3      | Samad Nikkhah Bahrami | 115    | 5         | Quincy Davis     | 14,7         |

### Rebounds
| Gesamt | Gesamt           | Gesamt | pro Spiel | pro Spiel          | pro Spiel    |
| Platz  | Name             | Anzahl | Platz     | Name               | Durchschnitt |
| ------ | ---------------- | ------ | --------- | ------------------ | ------------ |
| 1      | Hamed Hadadi     | 90     | 1         | Hamed Hadadi       | 10           |
| 2      | Quincy Davis     | 81     |           | Mohammed Almarwani | 10           |
| 3      | Marcus Douthit   | 75     | 3         | Marcus Douthit     | 9,4          |
| 4      | Anton Ponomarjow | 70     |           | J. R. Sakuragi     | 9,4          |
| 5      | J. R. Sakuragi   | 66     | 5         | Quincy Davis       | 9,0          |

### Assists
| Gesamt | Gesamt                | Gesamt | pro Spiel | pro Spiel           | pro Spiel    |
| Platz  | Name                  | Anzahl | Platz     | Name                | Durchschnitt |
| ------ | --------------------- | ------ | --------- | ------------------- | ------------ |
| 1      | Mehdi Kamrani         | 59     | 1         | Mehdi Kamrani       | 6,6          |
| 2      | Lin Chih-chieh        | 44     | 2         | Jerry Jamar Johnson | 4,9          |
| 3      | Yang Dong-geun        | 40     |           | Lin Chih-chieh      | 4,9          |
|        | Jerry Jamar Johnson   | 40     | 4         | Yang Dong-geun      | 4,4          |
| 5      | Samad Nikkhah Bahrami | 38     | 5         | Marzouq Almuwallad  | 4,3          |

### Steals
| Gesamt | Gesamt                | Gesamt | pro Spiel | pro Spiel             | pro Spiel    |
| Platz  | Name                  | Anzahl | Platz     | Name                  | Durchschnitt |
| ------ | --------------------- | ------ | --------- | --------------------- | ------------ |
| 1      | Mehdi Kamrani         | 14     | 1         | Mehdi Kamrani         | 1,56         |
| 2      | Hamed Afagh           | 12     | 2         | Hamed Afagh           | 1,33         |
|        | Samad Nikkhah Bahrami | 12     |           | Samad Nikkhah Bahrami | 1,33         |
| 4      | Kim Tae-sool          | 9      |           | Wattana Suttisin      | 1,33         |
|        | Makoto Heijma         | 9      | 5         | Makoto Heijma         | 1,29         |

### Blocks
| Gesamt | Gesamt         | Gesamt | pro Spiel | pro Spiel       | pro Spiel    |
| Platz  | Name           | Anzahl | Platz     | Name            | Durchschnitt |
| ------ | -------------- | ------ | --------- | --------------- | ------------ |
| 1      | Marcus Douthit | 16     | 1         | Marcus Douthit  | 2,0          |
| 2      | Hamed Hadadi   | 15     | 2         | Hamed Hadadi    | 1,67         |
|        | Jong-hyun Lee  | 15     |           | Jong-hyun Lee   | 1,67         |
| 4      | Ahmed Akber    | 13     |           | Ahmed Akber     | 1,63         |
| 5      | Amjyot Singh   | 11     | 5         | Amjyot Singh    | 1,38         |
|        | Quincy Davis   | 11     | 6         | Kosuke Takeuchi | 1,29         |